# Relaciones Andorra-Estonia

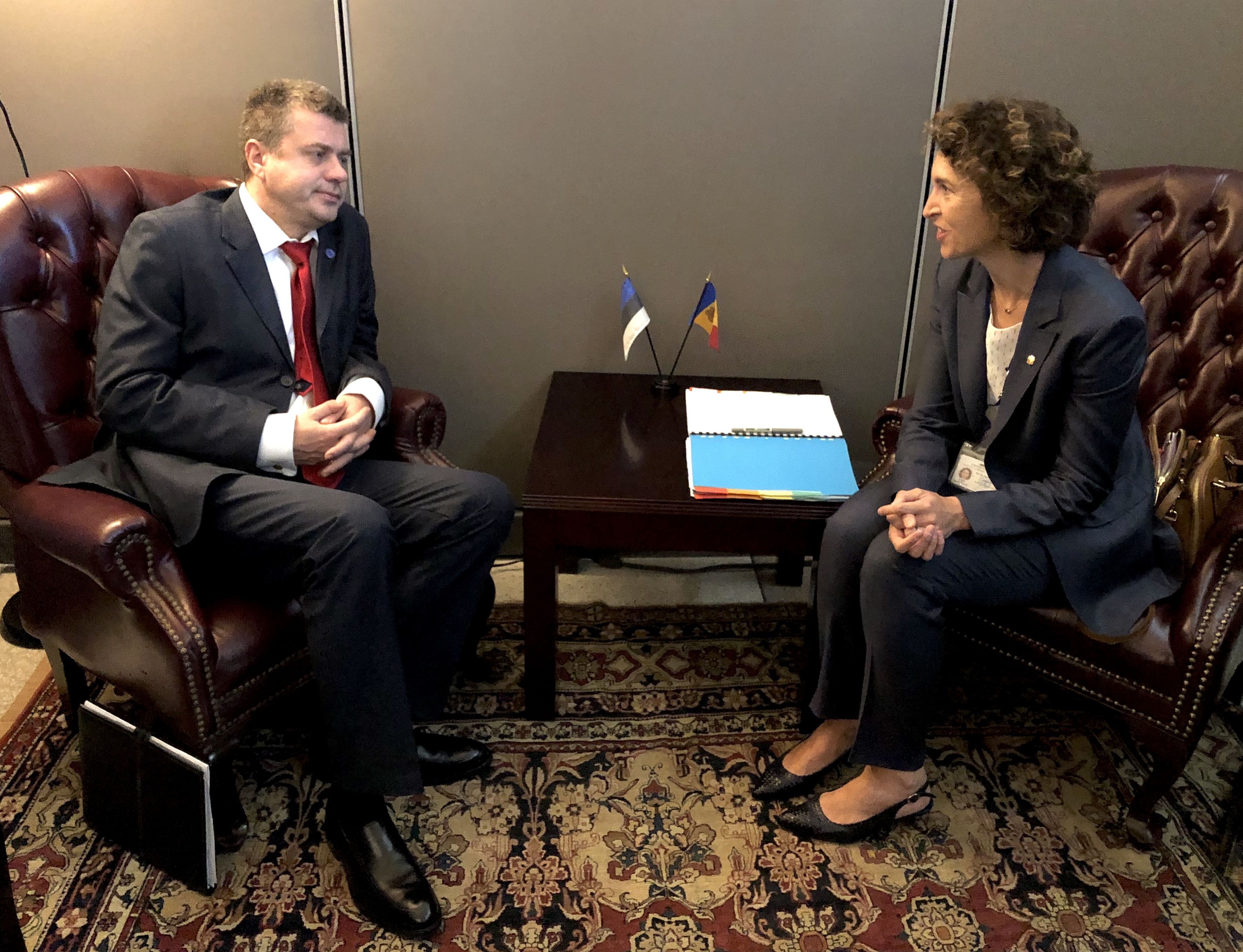
La ministra de Asuntos Exteriores de Andorra Maria Obek Font se reúne con su homólogo estonio Orms Reinslau al margen

Las relaciones Andorra-Estonia son las relaciones diplomáticas entre el Principado de Andorra y la República de Estonia.

## Historia
Las relaciones entre Andorra y Estonia se establecieron el 11 de abril de 1996. Los ciudadanos estonios pueden visitar Andorra sin visado. Los ciudadanos de Andorra también pueden visitar Estonia sin la necesidad de una visa de entrada debido al Acuerdo de Schengen.
En julio de 2007, en colaboración con la Embajada de Estonia en Madrid y el Ministerio de Asuntos Exteriores de Andorra, se celebró el primer evento cultural en la historia de las relaciones diplomáticas, que contó con la actuación del Estonian Arsis Handbell Ensemble en Andorra. El 1 de marzo de 2008, Andorra celebró el 90.º Día de la Independencia de Estonia con la actuación de un coro de Estonia en el Auditorio Nacional de Andorra. El incidente está siendo cubierto por los medios de ambos países.
En junio de 2014 se celebró en Andorra una exposición sobre "Faros en Estonia a lo largo de los siglos" y en noviembre de 2017 se inauguró en Andorra una exposición de fotografías de paisajes estonios de fotógrafos titulada "Paisajes estonios: 4 estaciones".
El 21 de septiembre de 2017, pocos días después de que Emmanuel Macron, el co-socio de Andorra, visitara Estonia, el presidente estonio Cresty Cliolaid se reunió con el primer ministro de Andorra, Anthony Marty, al margen de la Asamblea General de las Naciones Unidas.

## Relaciones económicas
Las relaciones económicas entre los dos países son relaciones de una magnitud muy insignificante. En 2017, Andorra es el 171.º socio comercial más grande de Estonia.
Andorra es un sitio turístico de invierno popular en Estonia y, por lo tanto, el mercado turístico de Estonia en Andorra es grande. La apertura de una aerolínea entre el Aeropuerto Internacional de Narte Mary en Tallin y el Aeropuerto de Barcelona-El Pratt en Barcelona (cerca de Andorra), solo estableció aún más el estatus de Andorra como un destino turístico popular.

## Visitas oficiales

### De Andorra a Estonia
- Emmanuel Macron, presidente de Francia y copríncipe de Andorra (septiembre de 2017).

## Misiones
- Estonia no está representada en Andorra a nivel de embajadas. Estonia está representada en Andorra a nivel consular a través de un consulado oficial que tiene en Andorra la Vieja, la capital del país.[1] Además, Andorra está acreditada en su embajada en Madrid, la capital española.
- Andorra no está representada en Estonia, tanto a nivel de embajada como de consulado. Andorra creó un embajador no residente con sede en Lisboa, la capital de Portugal, para Estonia.